# ملبيغة بيضاوية
ملبيغيا بيضاوية (الاسم العلمي:Malpighia ovata) هي نوع من النباتات تتبع جنس الملبيغيا من الفصيلة الملبيغية.